# Jean-Pierre Posca
Jean-Pierre Posca, né le 10 mars 1952 à Colombier-Fontaine (Doubs) et mort le 1er janvier 2010 à Besançon, est un footballeur français. Il évoluait au poste d'arrière latéral.

## Biographie
Repéré très jeune par le FC Sochaux-Montbéliard, il y passe l'intégralité de sa carrière professionnelle. 
Avec les Lionceaux, il termine plusieurs fois aux places d'honneur du championnat de France : 2e en 1980, et 3e en 1972, 1976 et 1982. 
Il participe également à la campagne européenne de Sochaux en 1981 qui s'arrête alors en demi-finale de la Coupe UEFA (défaite contre l'AZ Alkmaar).